# 印地安雙珠螺
印地安雙珠螺（学名：Mastonia indianica）为左錐螺科雙珠螺屬下的一个种。